# Filippinhjälmörn
Filippinhjälmörn (Spilornis holospilus) är en fågel i familjen hökar inom ordningen hökfåglar. Den förekommer i skogsområden i Filippinerna utom på Palawan. Arten minskar i antal, men beståndet anses ändå vara livskraftigt. 

## Utseende och läte

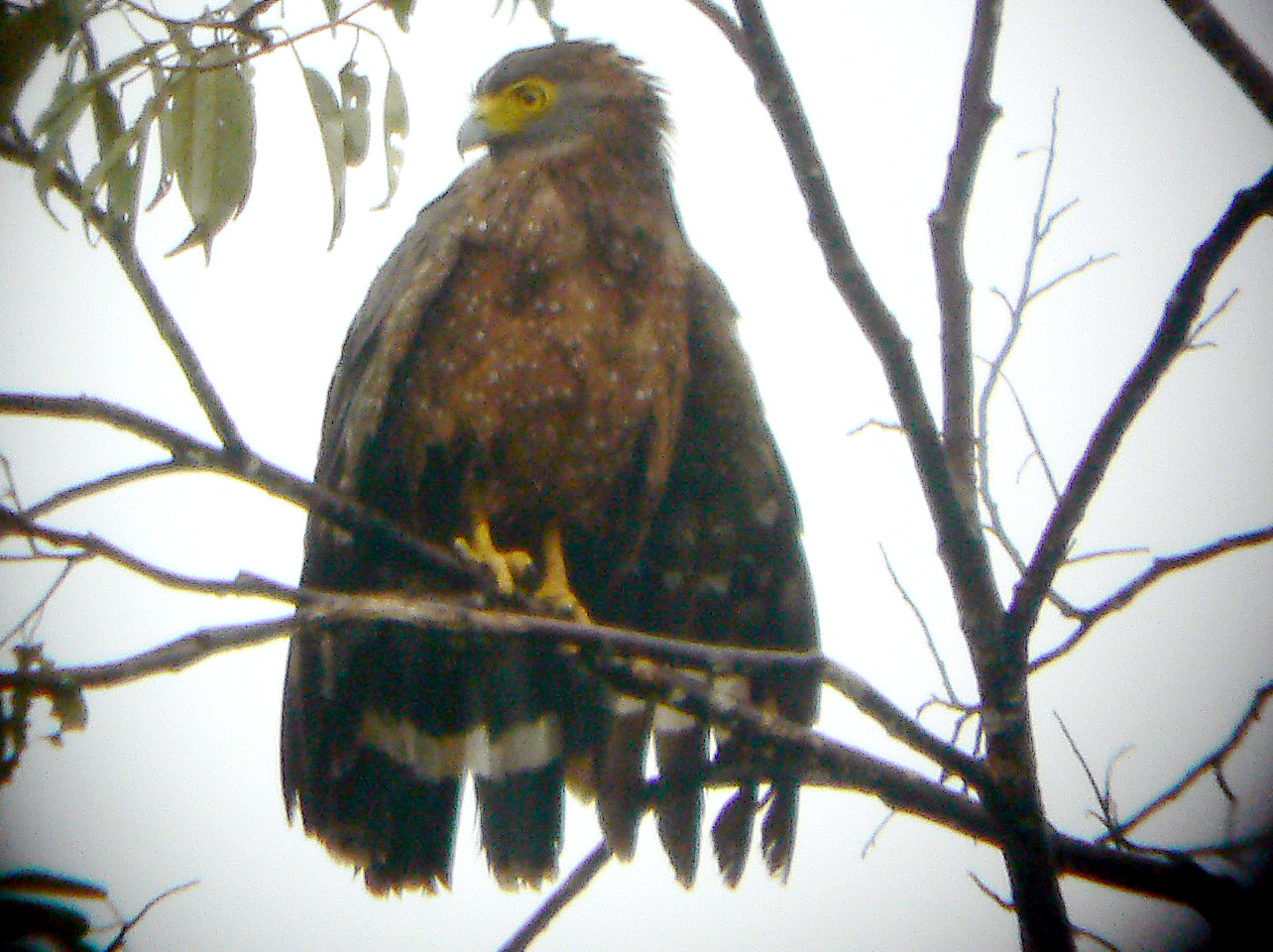
Filippinhjälmörn fotograferad på Mindanao.

Filippinhjälmörnen är en medelstor hjälmörn med en kroppslängd på 47–53 cm och vingbredden 105–120 cm. Den har en kort och buskig tofs, relativt korta vingar men lång stjärt, gula ögon och gult på tygeln. I fjäderdräkten är den mycket lik orienthjälmörnen, med breda ljusa tvärband på stjärten och över vingpennorna. Undersidan är dock mer enhetligt färgad, med tydligare teckningar. Det vanligaste lätet beskrivs som en serie visslingar följt av "pheeeeuw-pheeeeuw".

## Utbredning och systematik
Fågeln är stannfågel i Filippinerna från Luzon söderut till Mindanao, dock ej på Palawan och närliggande öar. Den behandlas som monotypisk, det vill säga att den inte delas in i några underarter. Vissa behandlar arten som en underart till orienthjälmörn (S. cheela).

## Levnadssätt

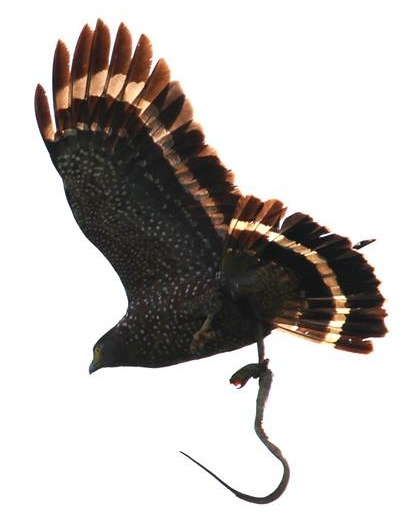
Filippinhjälmörn med orm i klorna.

Filippinhjälmörnen hittas i flodnära skog, skogsbryn och lägre bergsskogar, mestadels under 1 500 meters höjd men ibland upp till 1500 meter. Den ses även i öppet landskap med spridda träd och jordbruksmarker. Både födan och häckningsbiologin är mycket dåligt känd, men antas likna orienthjälmörnen. Den har setts äta en orm och en hona som infångats hade ett ägg i äggledaren i april.

## Status och hot
Arten har ett stort utbredningsområde och en stor population, men tros minska i antal till följd av habitatförstörelse, dock inte tillräckligt kraftigt för att den ska betraktas som hotad. Internationella naturvårdsunionen IUCN listar därför arten som livskraftig (LC).

## Taxonomi och namn
Filippinhjälmörnen beskrevs taxonomiskt av Nicholas Aylward Vigors 1831. Fågelns vetenskapliga artnamn holospilus betyder "helfläckad".  På svenska har den även kallats filippinsk hjälmörn och filippinsk tofsörn.